# Theodor Grönberg
Theodor Grönberg (lettiska: Teodors Grēnbergs), född 1845 i Kiev, död 1910 i Freiburg, var en baltisk professor i fysik. 
Grönberg var son till jägmästaren Friedrich Grönberg som kom från Võru i Baltikum. Han studerade kemi och fysik vid Tartu universitet 1864–1868, och bedrev senare forskarstudier till 1873. Han avslutade sina studier vid Heidelbergs universitet, blev professor 1875 i fysik.
Grönberg var rektor vid Rigas polytekniska institut från 1891 till 1902. Det var under denna tid som institutets undervisningsspråk ändrades från tyska till ryska.